# CK Egara '85
Club Korfbal Egara '85 is een Spaanse korfbalvereniging uit Terrassa uit de regio Catalonië.

## Geschiedenis
De sportclub werd opgericht in 1985, vandaar ook de '85 in de naam van de club. De club was een van de eerste Spaanse korfbalverenigingen. De club werd dan ook meerdere malen Spaans landskampioen in de jaren 80 en 90, maar werd daarna ingehaald door andere, nieuwere verenigingen.

## Erelijst
- Spaans zaalkampioen, 9x (1986, 1987, 1988, 1989, 1990, 1991, 1992, 1993, 1994)
- Spaans bekerkampioen, 6x (1989, 1990, 1991, 1992, 1993, 1994)